# Гуачимонтонес

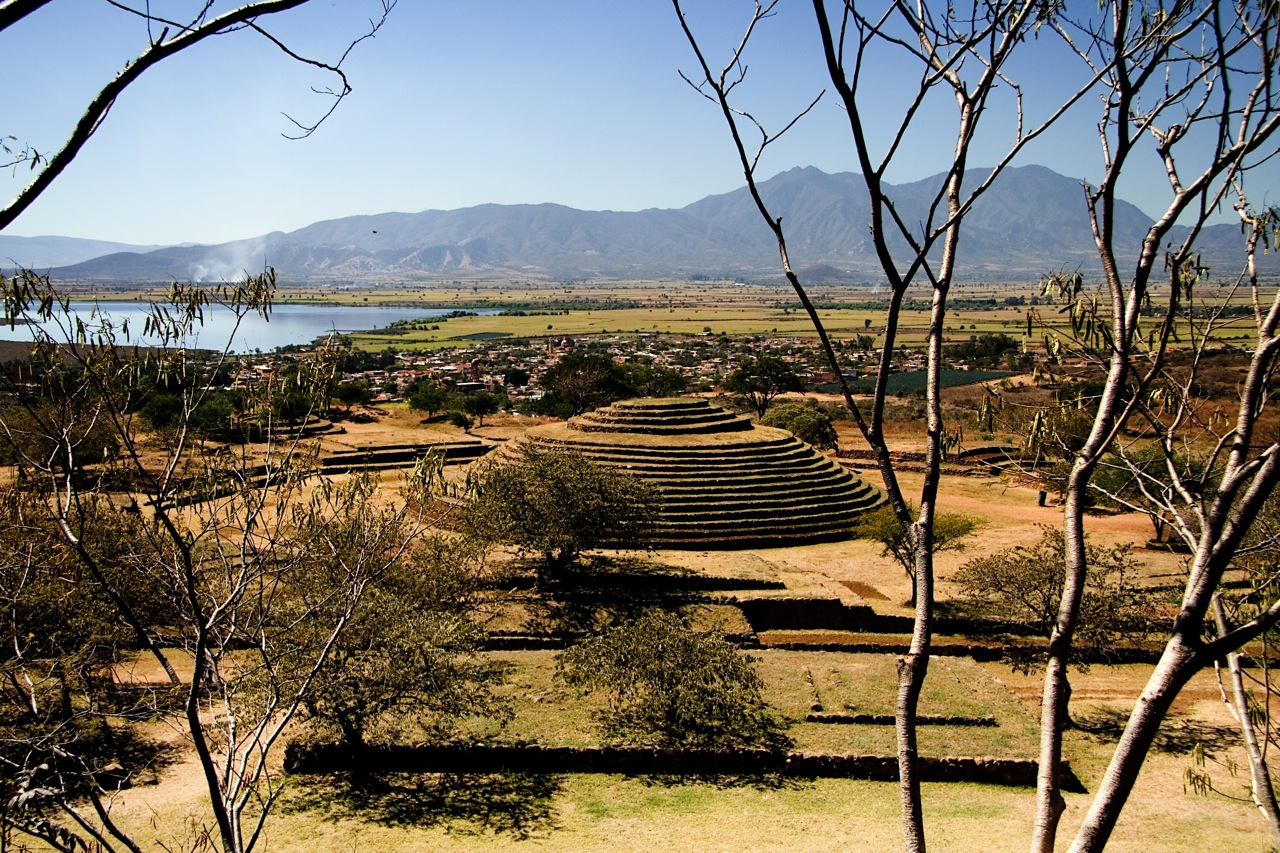
Круглая ступенчатая пирамида в Гуачимонтонес, известная как «Круг 2»
Разрешение на публикацию любезно предоставила Nancy

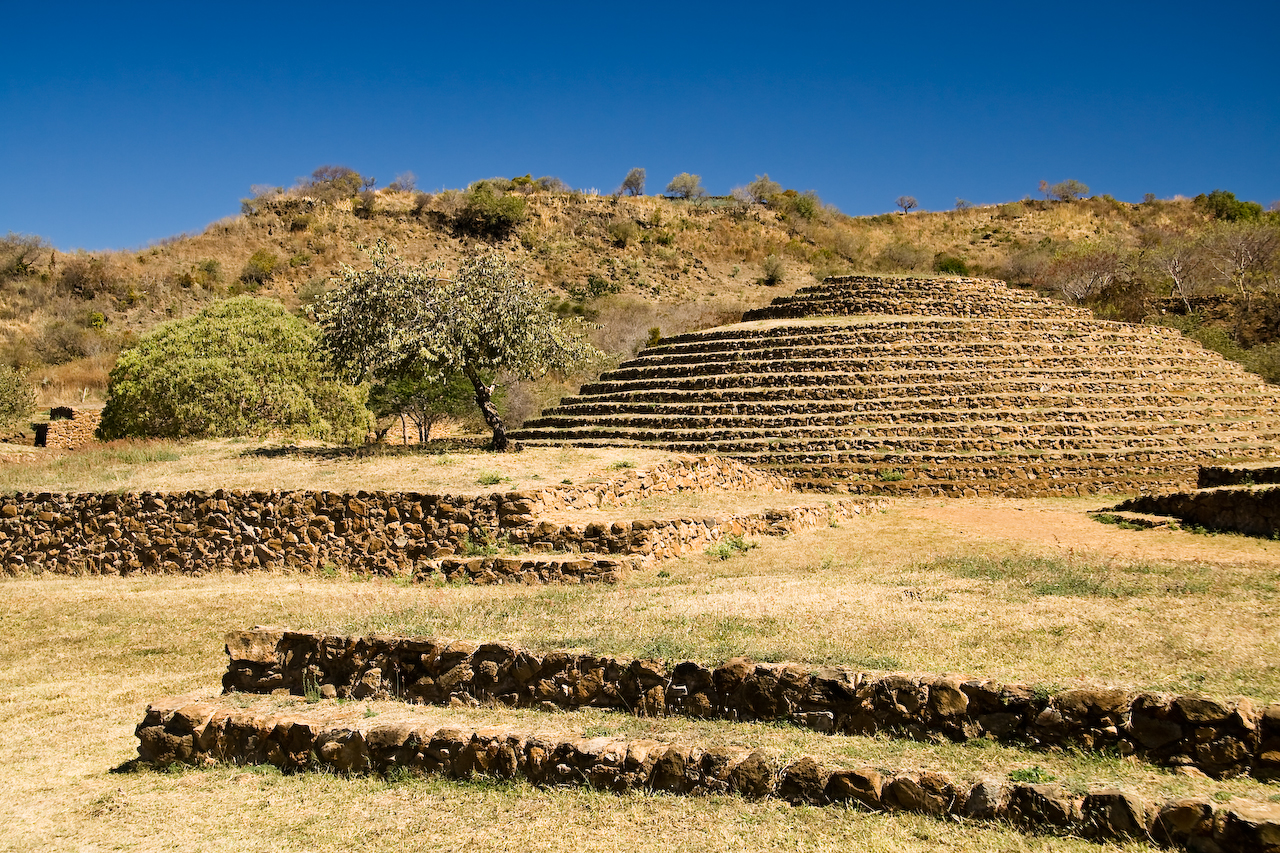
Деталь круглой пирамиды и другие руины
Разрешение на публикацию любезно предоставила Nancy

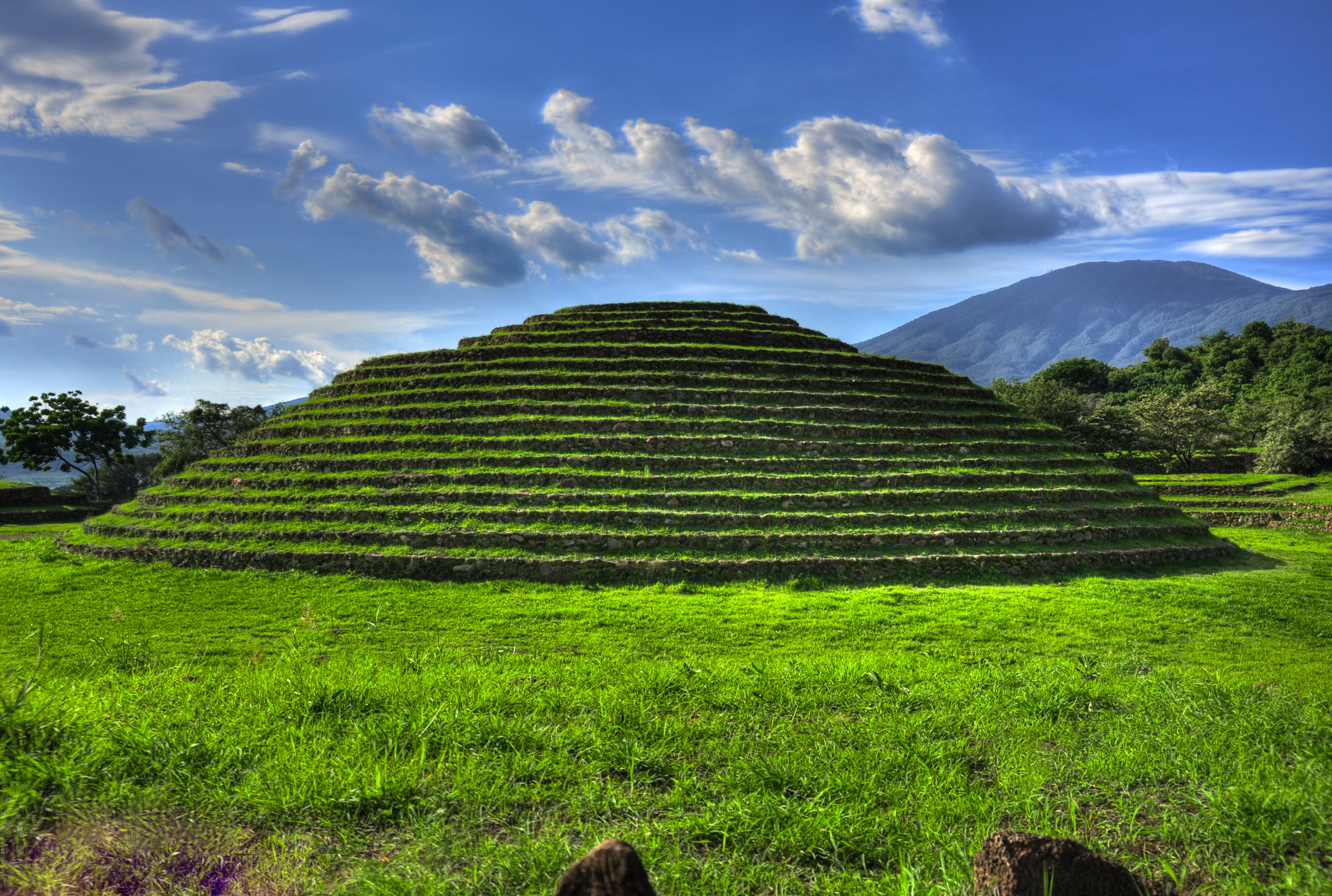

Гуачимонтонес или Уачимонтонес (исп. Guachimontones, Huachimontones) — археологический памятник доколумбовых времён около мексиканского города Теучитлан, штат Халиско. Памятник относится к так называемой Теучитланской традиции — общества или комплекса обществ, существовавшего в период 300—900 гг. н. э.
Основной характеристикой Гуачимонтонес являются круглые ступенчатые пирамиды, расположенные в центрах круглых комплексов зданий. Пирамида высотой 18 м в Круге 2 имеет 13 высоких ступенек, ведущих на верхний уровень, на котором имеется 4 дополнительных ступеньки. На самом верхнем уровне был расположен пост наблюдателей, вероятно, для церемонии "летунов", распространённой в настоящее время у тотонаков (вращение вокруг шеста). По другой версии, на вершинах пирамид могли располагаться небольшие храмы.
Каждую пирамиду окружают углублённые круглые площади, а вокруг каждой площади расположена серия маленьких курганов. На вершинах курганов имеются платформы, которые ранее служили опорами строениям из дерева и глины.
В Гуачимонтонес открыто около 10 круглых комплексов, четыре прямоугольных площади и два стадиона для игры в мяч.
Раскопки Гуачимонтонес проводили археологи из Мичоаканского колледжа под руководством американского археолога Ф. Вейганда и его жены С. Гарсиа де Вейганд. Крупномасштабный проект раскопок начат в 1998 году.
ЮНЕСКО включила весь регион, в том числе близлежащий завод по производству текилы, в свой список Всемирного наследия. В связи с тем, что памятник подвергся серьёзному разграблению, он также включён в список 2008 г. по Контролю за мировыми памятниками (en:World Monuments Watch), состоящий из 100 памятников, находящихся в наиболее угрожающем состоянии.